# 戈氏無線鰨
戈氏無線鰨為輻鰭魚綱鰈形目鰨亞目舌鰨科的其中一種，為深海魚類，分布於東太平洋墨西哥至厄瓜多海域，棲息深度21-120公尺，體長可達8.2公分，棲息在底層水域，生活習性不明。

## 扩展阅读
維基物種上的相關：戈氏無線鰨